# Farkaždin
Farkaždin (izvirno srbsko Фаркаждин) je naselje v Srbiji, ki upravno spada pod Občino Zrenjanin; slednja pa je del Srednjebanatskega upravnega okraja.

## Demografija
V naselju, katerega izvirno (srbsko-cirilično) ime je Фаркаждин, živi 1114 polnoletnih prebivalcev, pri čemer je njihova povprečna starost 41,7 let (39,9 pri moških in 43,5 pri ženskah). Naselje ima 439 gospodinjstev, pri čemer je povprečno število članov na gospodinjstvo 3,16.
To naselje je, glede na rezultate popisa iz leta 2002, večinoma srbsko, a v času zadnjih treh popisov je opazno zmanjšanje števila prebivalcev.
|  |

| Demografija | Demografija     | Demografija     |
| Leto        | Št. prebivalcev | Št. prebivalcev |
| ----------- | --------------- | --------------- |
|             |                 |                 |
|             |                 |                 |
|             |                 |                 |
|             |                 |                 |
| 1948        | 1775            |                 |
| 1953        | 1821            |                 |
| 1961        | 1778            |                 |
| 1971        | 1743            |                 |
| 1981        | 1662            |                 |
| 1991        | 1586            | 1568            |
| 2002        | 1390            | 1386            |
|             |                 |                 |

| Etnična sestava po popisu iz leta 2002 | Etnična sestava po popisu iz leta 2002 | Etnična sestava po popisu iz leta 2002 | Etnična sestava po popisu iz leta 2002 | Etnična sestava po popisu iz leta 2002 |
| -------------------------------------- | -------------------------------------- | -------------------------------------- | -------------------------------------- | -------------------------------------- |
| Srbi                                   | Srbi                                   |                                        | 1.316                                  | 94,94%                                 |
| Romi                                   | Romi                                   |                                        | 49                                     | 3,53%                                  |
| Madžari                                | Madžari                                |                                        | 5                                      | 0,36%                                  |
| Črnogorci                              | Črnogorci                              |                                        | 2                                      | 0,14%                                  |
| Jugoslovani                            | Jugoslovani                            |                                        | 2                                      | 0,14%                                  |
| Čehi                                   | Čehi                                   |                                        | 1                                      | 0,07%                                  |
| Hrvati                                 | Hrvati                                 |                                        | 1                                      | 0,07%                                  |
| Slovaki                                | Slovaki                                |                                        | 1                                      | 0,07%                                  |
| Nemci                                  | Nemci                                  |                                        | 1                                      | 0,07%                                  |
| Makedonci                              | Makedonci                              |                                        | 1                                      | 0,07%                                  |
| Bolgari                                | Bolgari                                |                                        | 1                                      | 0,07%                                  |
| Neznano                                | Neznano                                |                                        | 2                                      | 0,14%                                  |